# Чандраян-3
«Чандраян-3» (хинди चंद्रयान-३ «Лунный корабль-3») — первая индийская миссия, совершившая мягкую посадку на поверхность Луны. Это третья (после «Чандраян-2» и «Чандраян-1») автоматическая межпланетная станция (АМС) Индийской организации космических исследований (ISRO) для исследования Луны.
«Чандраян-3» стала повторением прошлой миссии к южному полюсу Луны. Она включает посадочный модуль и луноход (подобный тому, что имелся у «Чандраян-2» — «Прагъян»). Перелётный модуль, выйдя на орбиту вокруг Луны, отделил посадочный модуль с луноходом, после чего полезная нагрузка перелётного модуля должна работать ещё от 3 до 6 месяцев.
На посадочном аппарате установлены зонд Ленгмюра RAMBHA-LP для исследования плазмы; прибор для термофизических исследований поверхности ChaSTE (погружаемый в реголит на глубину до 10 см тепловой зонд, измеряющий теплопроводность грунта); трёхкомпонентный сейсмограф ILSA (Instrument for Lunar Seismic Activity); уголковые отражатели LRA для лазерной локации Луны, предоставленные НАСА.
Шестиколёсный луноход может поддерживать связь только с посадочным аппаратом. На луноходе установлены две навигационные камеры (обе впереди) и два научных прибора: лазерный спектрометр LIBS (определяет элементный состав породы по спектру испарённого вещества) и альфа-рентгеновский спектрометр APXS (для контактного установления элементного состава грунта и пород с помощью рентгеновской флуоресценции).
Реализация в рамках графика сделала ISRO четвёртым в мире космическим агентством, совершившим мягкую посадку на Луну, после космических агентств СССР, США и Китая, и первым, добившимся мягкой посадки в полярном регионе Луны.

## История
Во второй фазе программы «Чандраян», для демонстрации мягкой посадки на лунную поверхность, ISRO в июле 2019 года запустила на борту ракеты-носителя GSLV МК III «Чандраян-2», состоящую из орбитального аппарата, посадочного модуля «Викрам» и лунохода «Прагъян». Посадочный модуль должен был сесть на Луну и развернуть луноход. Однако эта миссия не увенчалась успехом. Сбой в связи привёл к провалу попытки мягкой посадки после успешного выхода на орбиту.
Вслед за «Чандраян-2» была предложена ещё одна лунная миссия для демонстрации мягкой посадки. Запуск планировалось осуществить сперва в 2020 году, затем его дата неоднократно переносилась. По состоянию на октябрь 2022 года запуск ожидался в июне (августе) 2023 года.
В апреле 2023 года сообщалось, что лунная миссия Чандраян-3 и пилотируемая миссия Гаганьян будут запущены в 2024 году.
В итоге запуск состоялся 14 июля 2023 года.
Далее Индия готовит, в сотрудничестве с японской JAXA, миссию «Чандраян-4», также к южному полюсу Луны, где Индия будет предоставлять посадочный модуль, а Япония — пусковую установку и луноход. В интервью изданию ThePrint глава ISRO С. Соманат сказал, что проекты миссий “Чандраян-4” и “Чандраян-5” ожидают одобрения правительства. “Чандраян-4” – это миссия по доставке образцов грунта с Луны, а “Чандраян-5” должен стать совместной индийско-японской миссией под названием LUPEX, в которой будут задействованы индийский посадочный модуль и японский луноход.

## Стоимость миссии
В 2019 ISRO первично запросило всего 75 крор рупий (9,4 млн $), из которых 60 крор будут направлены на оборудование, производство необходимых частей и другие капитальные затраты, в то время как оставшиеся 15 крор рупий запрашиваются на покрытие операционных расходов, такие как оплата персонала миссии.
В конечном итоге полет индийской лунной автоматической станции (АМС) «Чандраян-3» обошелся в 6,15 млрд рупий (75 млн $). Для сравнения, стоимость прошлой индийской миссии «Чандраян-2» была в 1,5 раза дороже и составила 9,78 млрд рупий (117 млн $), а стоимость российской «Луны-25» как минимум 12,5 млрд рублей (130 млн $), но точная сумма вложенных в нее средств неизвестна, по некоторым данным, может превышать 200 млн $.

## Ход миссии

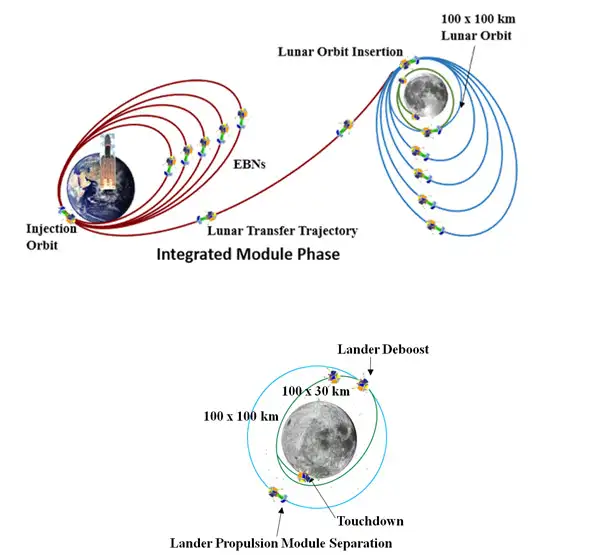
Схема полёта миссии

Запуск АМС «Чандраян-3» состоялся 14 июля 2023 года (в 14:35 IST) с космодрома в Космическом центре имени Сатиша на острове Шрихарикота на ракете-носителе LVM-3 (ранее известной как GSLV Mk III). Спутник был запущен на орбиту с перигеем 170 км и апогеем в 36 500 км. Далее был проведен ряд маневров для перехода на лунную орбиту, используя жидкостный апогейный двигатель (LAM).
5 августа 2023 года космический корабль «Чандраян-3» вышел на орбиту вокруг Луны.
17 августа посадочный модуль миссии «Чандраян-3» отделился от перелётного модуля.
Мягкая посадка спускаемого модуля «Викрам» с луноходом «Прагъян» успешно осуществлена 23 августа 2023 года в 12:33 по всемирному времени. В тот же день было опубликовано первое фото с места прилунения.
На следующий день около 03:00 по всемирному времени Индийская организация космических исследований сообщила, что из посадочного модуля на поверхность Луны выехал луноход «Прагъян».
2 сентября 2023 года ISRO сообщила, что луноход завершил основную научную программу и переведён в режим сна. К этому времени он проехал 100 метров. Аккумулятор лунохода к началу сна был полностью заряжен, а солнечная батарея повёрнута так, чтобы давать энергию в начале следующего лунного дня. 4 сентября ISRO сообщила о завершении основной научной программы спускаемого модуля. За день до этого он выполнил эксперимент «Прыжок» (см. ниже).
Луноход и спускаемый аппарат не имеют систем обогрева, поэтому их основные научные программы были рассчитаны лишь на один лунный день. Если бы они перенесли холод лунной ночи, возобновления их работы можно было бы ожидать 22 сентября, когда их вновь осветило Солнце. Однако в этот день восстановить связь не удалось. Тем не менее ISRO планирует продолжать попытки.
Премьер-министр Индии Нарендра Моди, поздравляя команду ISRO с успехом миссии «Чандраян-3» в центре управления полётами ISRO в Бангалоре, объявил, что точка приземления посадочного модуля «Викрам» отныне будет называться точкой Шив Шакти. Он также объявил 23 августа, день, когда посадочный модуль «Викрам» приземлился на Луну, Национальным днём космоса.

### Эксперимент «Прыжок»
После перевода лунохода «Прагъян» в спящий режим ISRO решила поэкспериментировать с посадочным модулем «Викрам», проведя для него «прыжковое» испытание, то есть поднять его и снова посадить на Луну, которое он успешно прошел. 3 сентября посадочный модуль включил двигатели и совершил «прыжок» на 40 см по вертикали и 30—40 см по горизонтали. «Прыжок» стал отработкой технологии возвращения на Землю следующих аппаратов, в том числе с экипажем, причём он вышел за рамки основных целей посадочного модуля. Этот «прыжок» сделал «Викрам» вторым посадочным модулем, выполнившим такой эксперимент, после «Сервейера-6» НАСА в 1967 году.

## Возвращение перелëтного модуля на околоземную орбиту
Через месяц начала работы перелëтного модуля на окололунной орбите специалисты в ISRO решили провести маневр по его возвращению на околоземную орбиту, так как оставшегося топлива на нём оказалось достаточно для этого. Это позволило бы собрать дополнительную информацию для будущих индийских лунных миссий, в том числе по доставке на Землю образцов лунного грунта. Первый маневр был выполнен 9 октября 2023 года с целью поднять высоту апоселения со 150 км до 5112 км, увеличив таким образом период обращения по орбите с 2,1 часа до 7,2 часа. Позже, учитывая оценку доступного топлива, второй план маневра был пересмотрен, чтобы ориентироваться на околоземную орбиту размером 1,8 млн х 3,8 млн км. Маневр был выполнен 13 октября 2023 года. В ходе реализованной орбиты после этого маневра двигательный модуль совершил четыре пролёта Луны перед отлëтом от Луны 10 ноября. В настоящее время двигательный модуль находится на орбите Земли и впервые пересёк её перигей 22 ноября на расстоянии 1,54 млн км. Период орбиты составляет около 13 дней с наклонением 27°. Высота перигея и апогея меняется в зависимости от его траектории, а прогнозируемая минимальная высота перигея составляет 1,15 млн км.

## Результаты исследований
Первые данные были получены прибором ChaSTE на посадочном зонде «Викрам» 27 августа. В частности, была измерена температура поверхности лунного грунта, которая составляет около +70 °C (вместо ожидавшихся +20-30 °C). На глубине 8 см температура примерно на 60 °C ниже.
28 августа 2023 года ISRO сообщила о результатах проведённого луноходом исследования состава лунной поверхности. Спектральный анализ её материала, испарённого лазерным лучом, показал наличие серы, кремния, кислорода и ряда металлов: алюминия, кальция, хрома, титана, железа и марганца..
Спускаемый модуль оценивал температуру реголита, измерял плотность окололунной плазмы и зарегистрировал возможное лунотрясение.
21 августа 2024 года в журнале  «Nature» опубликованы результаты анализа лунного реголита.

## Реакция
23 августа 2023 года Президент Российской Федерации Владимир Путин поздравил президента и премьер-министра Индии с посадкой аппарата «Чандраян-3» на Луну.